# 33
 Тази статия е за 33-тата година от новата ера.  За числото 33 вижте 33 (число).  За други значения вижте 33 (пояснение).
33 (тридесет и трета) година е обикновена година, започваща в четвъртък по юлианския календар.

## Събития

### В Римската империя
- Двадесета година от принципата на Тиберий Юлий Цезар Август (14 – 37 г.).
- Галба (по-късно император) и Луций Корнелий Сула Феликс са консули на Римската империя.
- Луций Салвий Отон и Гай Октавий Ленат са суфектконсули.
- Брак на Калигула и Юния Клавдила, дъщеря на Марк Силан.
- Брак на Луций Касий Лонгин и Юлия Друзила.
- Брак на Марк Виниций и Юлия Ливила.
- Финансова криза в държавата. Император Тиберий отпуска заем от 100 милиона сестерции на частни банки, които да осигурят безлихвени заеми на нуждаещите се и в отговор на паниката, предизвикана от появилата се необходимост много длъжници да продават имуществото при изнудвачески условия наложени от заемодателите.[1]
- Образуване на първата църква – общество на последователите на Иисус Христос.

## Християнство
- 3 април, Възкресение Христово – вероятна дата на Разпъването на кръст на Исус Христос от Пилат Понтийски в Иерусалим
- 12 септември – слънчево затъмнение, видимо и в Израел

## Родени
- Рубелий Плавт – († 62 г.), син на Гай Рубелий Бланд и Юлия, конкурент на император Нерон
- ок. 33 г. Марк Антоний Прим – римски политик († сл. 81)

## Починали
- Питодорида – понтийска царица
- Друз Цезар – (* 7), син на Германик
- 18 октомври – Агрипина Старша (* 14 пр.н.е.), съпруга на Германик
- Марк Емилий Лепид – римски политик
- Мунация Планцина – римска благородничка
- Гай Азиний Гал – римски политик (* 41 пр.н.е.)
- Луций Елий Ламия – римски политик
- Марк Кокцей Нерва – римски юрист
- Иисус от Назарет (възможни години на смъртта 30/31)